# Bacidia chrysocolla
Bacidia chrysocolla är en lavart som beskrevs av Olech, Czarnota & Llop. Bacidia chrysocolla ingår i släktet Bacidia och familjen Ramalinaceae.   Inga underarter finns listade i Catalogue of Life.